# يوسف الزواوي
يوسف الزواوي (من مواليد 11 سبتمبر 1946)، هو مدرب تونسي مخضرم. امضى الزواوي كامل مسيرته كلاعب مع النادي الرياضي البنزرتي في موقع رأس الحربة مسجلا 63 هدفا في 235 مقابلة في البطولة الوطنية بين 1963 و1977. درب الزواوي فريقه الأم بين 1982 و1984 محققا معه انجاز الفوز بأول بطولة له بعد الاستقلال.
ادّى نجاح الزواوي مع البنزرتي إلى اختياره مدربا للمنتخب الوطني عام 1984 خلفا للبولندي ريشار كولسزا. استمر على رأس المنتخب إلى 1986 ليعود لتدريب البنزرتي مرة أخرى (1886-1987) قبل أن يعين مدربا لمنتخب الإمارات. درب فيما بعد على التوالي النادي البنزرتي (1988 ثم بين 1989 و1992) ثم النادي الإفريقي (1992-1993) الذي تحصل معه على الكأس الأفروآسوية. عين عام 1993 مرّة ثانية على رأس منتخب تونس الذي كان يطمح لتحقيق نتائج طيبة في كأس إفريقيا 1994 التي يستضيفها إلا أنه، بالرغم عن بعض العروض الجيدة في المباريات الودية، انهزم منذ المباراة الأولى ضد منتخب مالي ليقال الزواوي ويعوض في المباراة الثانية بفوزي البنزرتي. درب بعدها نادي النجمة السعودي الذي حقق معه نتائج جيدة. انتدبه سليم شيبوب لتدريب الترجي الرياضي التونسي بين 1997 و2001 ليفوز في كل موسم بلقب البطولة المحلية لكن دون تحقيق هدف الفريق في رفع رابطة الأبطال الإفريقية. عام 2001 قاد الزواوي الملعب التونسي للفوز البطولة العربية للأندية الفائزة بالكؤوس. في السنوات اللاحقة درب الزواوي أكثر من فريق محلي دون تحقيق نتائج ملفتة كالتي حققها مع البنزرتي أو الترجي. درب الزواوي بين 2001 و2011 عدة فرق خليجية من بينها نادي القادسية السعودي (2003) ونادي الشعب الإماراتي (2005-2006) ونادي الاتفاق السعودي (2011). يتولى منذ أفريل 2012 الإدارة الفنية  للمنتخب الوطني التونسي الذي عاد لتدريبه لفترة وقتية بعد كأس العالم 2002. برز أيضا في قطاع التدريب شقيقه الأكبر العربي الزواوي.